# OR1A1
OR1A1 (англ. Olfactory receptor family 1 subfamily A member 1) – білок, який кодується однойменним геном, розташованим у людей на короткому плечі 17-ї хромосоми. Довжина поліпептидного ланцюга білка становить 309 амінокислот, а молекулярна маса — 34 565.
| 10         |  | 20         |  | 30         |  | 40         |  | 50         |
| ---------- |  | ---------- |  | ---------- |  | ---------- |  | ---------- |
| MRENNQSSTL |  | EFILLGVTGQ |  | QEQEDFFYIL |  | FLFIYPITLI |  | GNLLIVLAIC |
| SDVRLHNPMY |  | FLLANLSLVD |  | IFFSSVTIPK |  | MLANHLLGSK |  | SISFGGCLTQ |
| MYFMIALGNT |  | DSYILAAMAY |  | DRAVAISRPL |  | HYTTIMSPRS |  | CIWLIAGSWV |
| IGNANALPHT |  | LLTASLSFCG |  | NQEVANFYCD |  | ITPLLKLSCS |  | DIHFHVKMMY |
| LGVGIFSVPL |  | LCIIVSYIRV |  | FSTVFQVPST |  | KGVLKAFSTC |  | GSHLTVVSLY |
| YGTVMGTYFR |  | PLTNYSLKDA |  | VITVMYTAVT |  | PMLNPFIYSL |  | RNRDMKAALR |
| KLFNKRISS  |  |            |  |            |  |            |  |            |

A: Аланін

C: Цистеїн

D: Аспарагінова кислота

E: Глутамінова кислота

F: Фенілаланін

G: Гліцин

H: Гістидин

I: Ізолейцин

K: Лізин

L: Лейцин

M: Метіонін

N: Аспарагін

P: Пролін

Q: Глутамін

R: Аргінін

S: Серин

T: Треонін

V: Валін

W: Триптофан

Кодований геном білок за функціями належить до рецепторів, g-білокспряжених рецепторів, білків внутрішньоклітинного сигналінгу. 
Локалізований у клітинній мембрані.